# Simulium tolimaense
Simulium tolimaense är en tvåvingeart som beskrevs av Coscaron 1985. Simulium tolimaense ingår i släktet Simulium och familjen knott.
Artens utbredningsområde är Colombia. Inga underarter finns listade i Catalogue of Life.